# Thecla pythagoras
Thecla pythagoras är en fjärilsart som beskrevs av Fabricius 1793. Thecla pythagoras ingår i släktet Thecla och familjen juvelvingar. Inga underarter finns listade i Catalogue of Life.